# مزدا۳

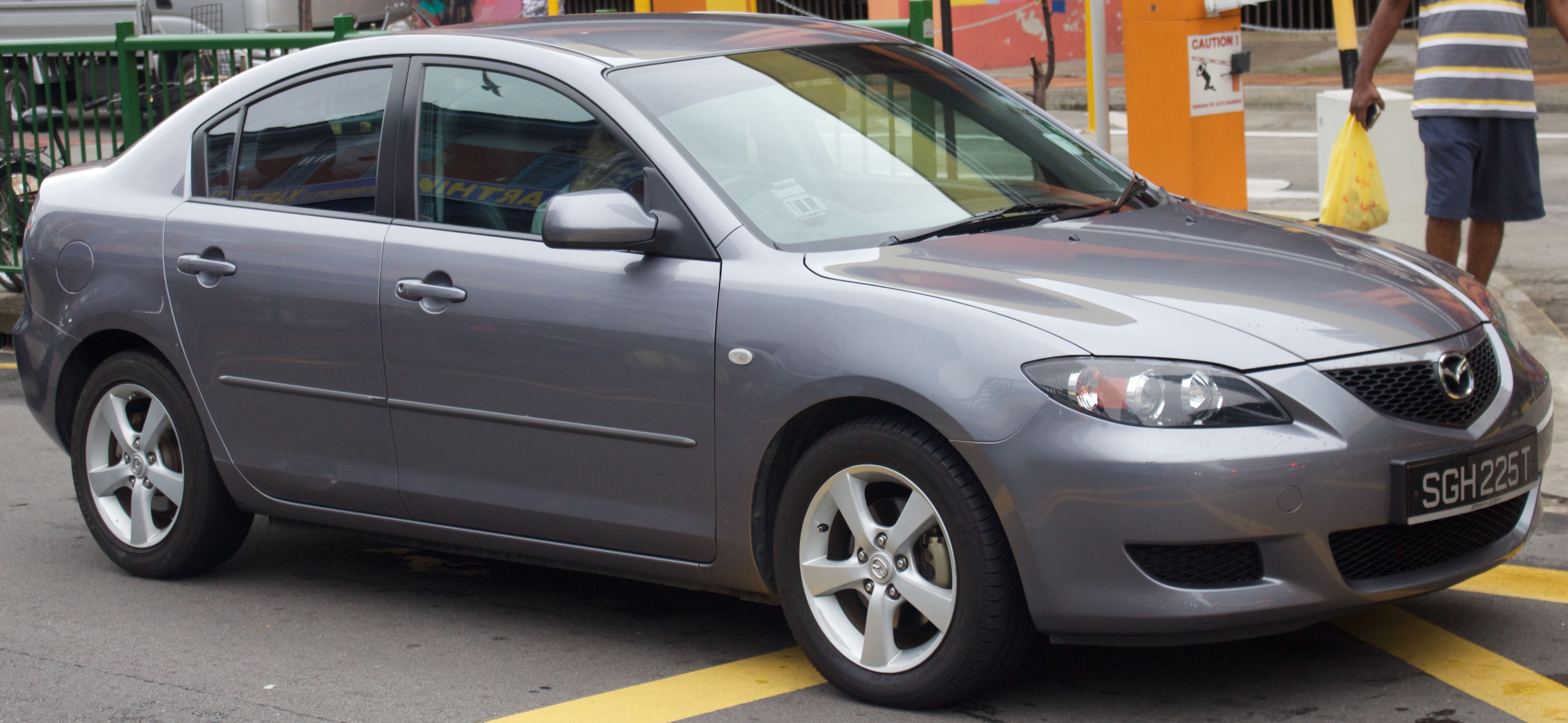
نسل اول ۲۰۰۳ تا ۲۰۰۹

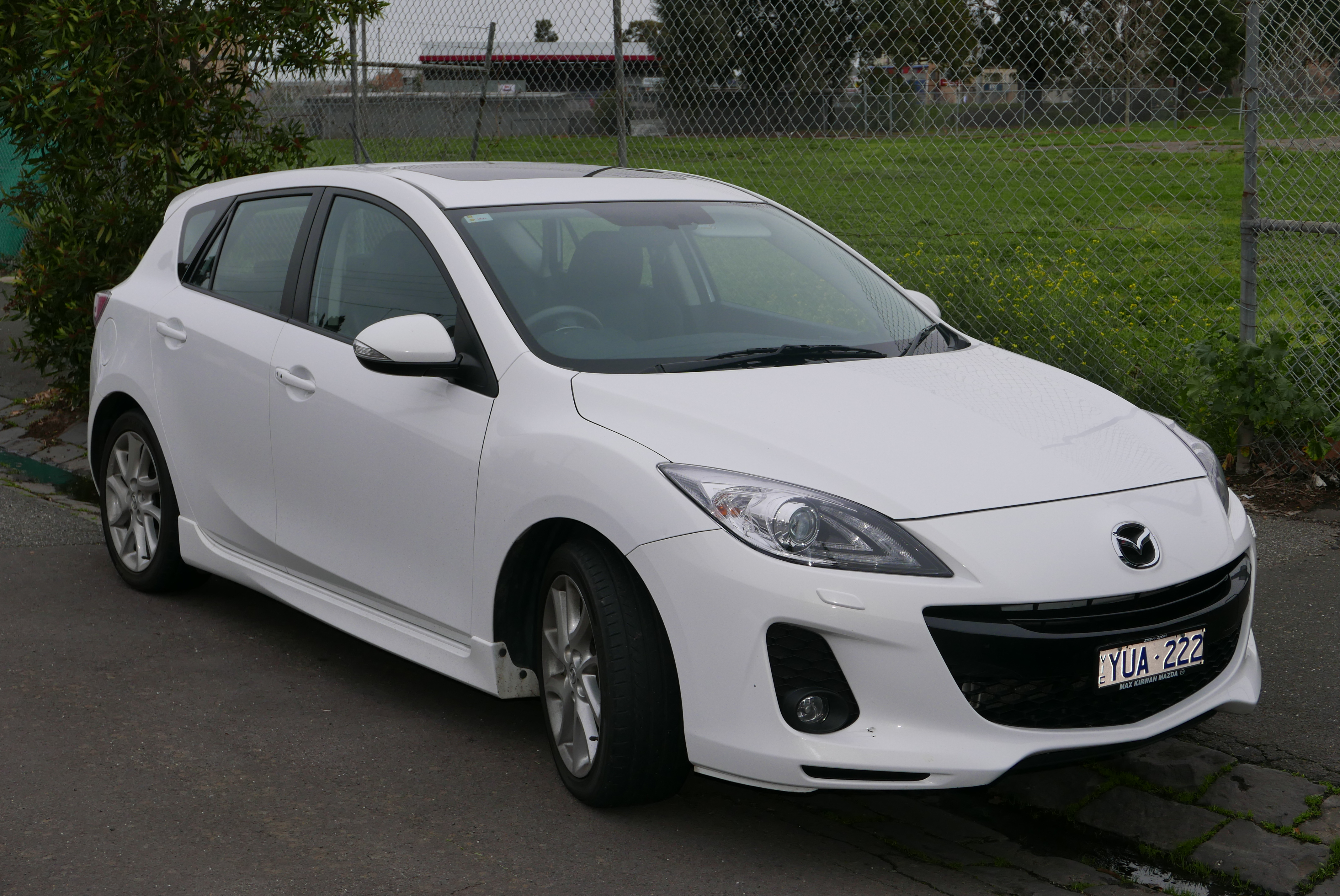
نسل دوم ۲۰۰۸ تا ۲۰۱۳

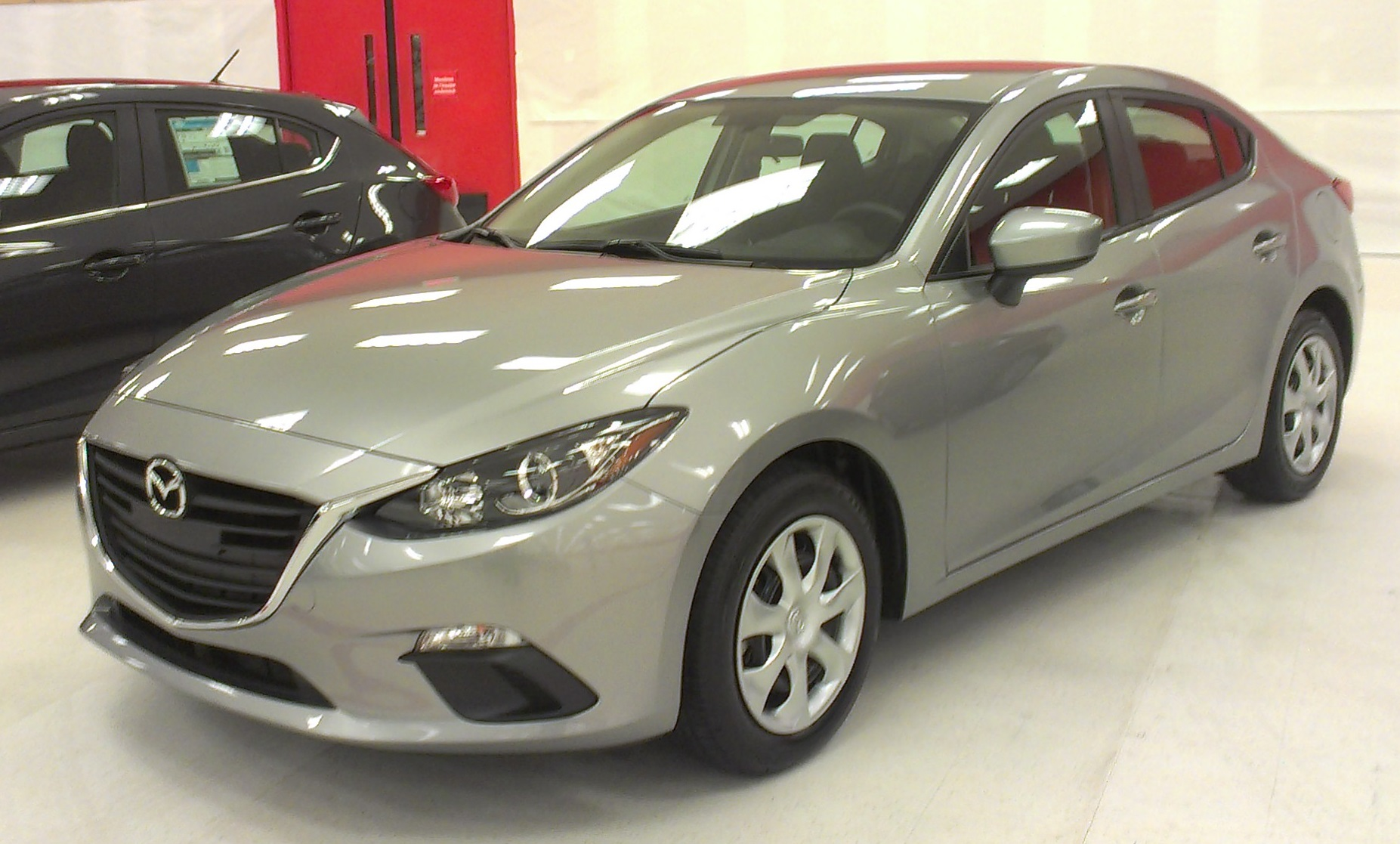
نسل سوم ۲۰۱۳ تا ۲۰۱۸

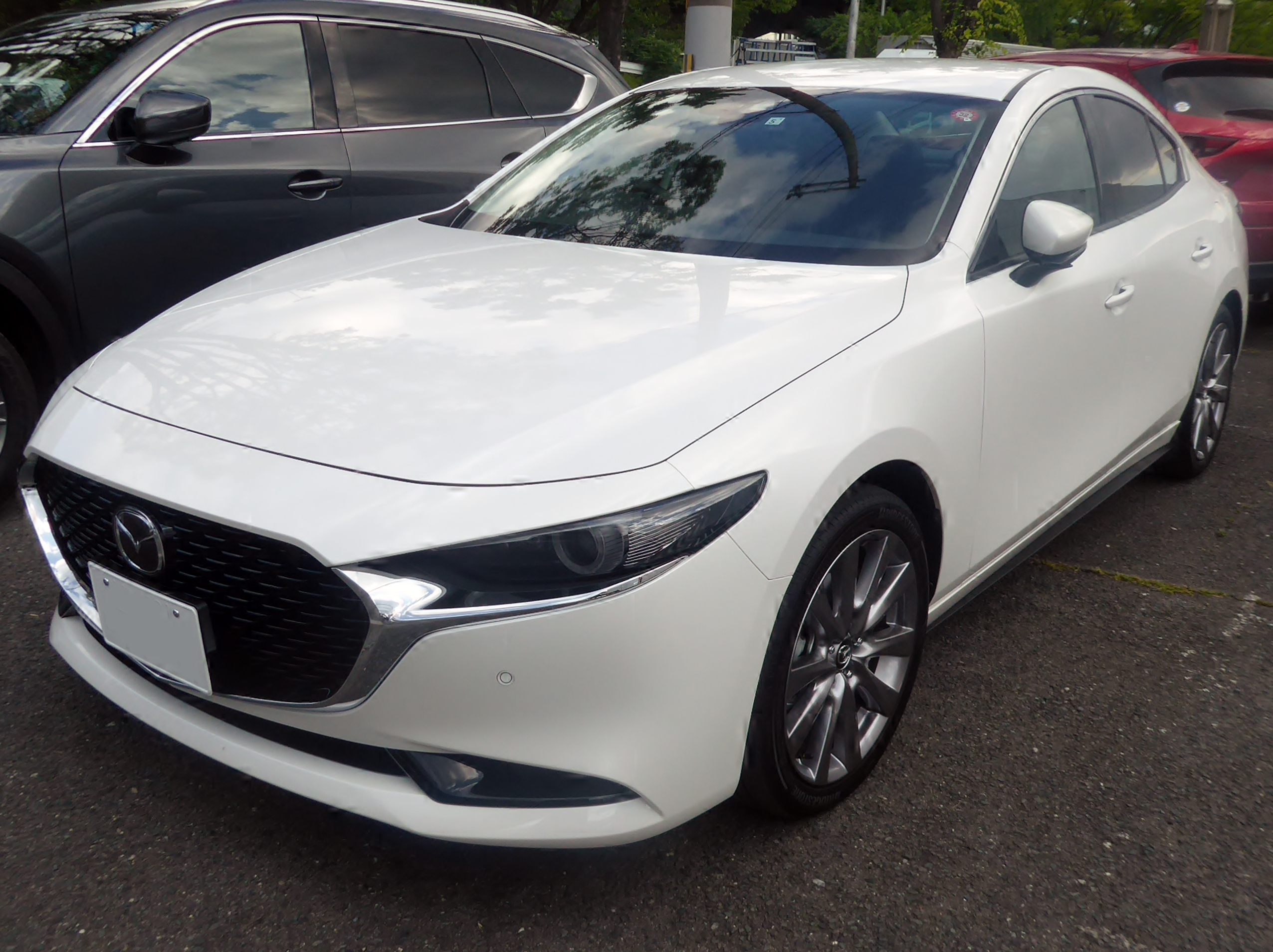
نسل چهارم ۲۰۱۹ تا اکنون

مزدا۳ خودرو سواری کامپکت ژاپنی با موتور جلو و محور جلو است که از سال ۲۰۰۳ در شرکت مزدا موتور تولید می‌شود. خودروسازی گروه بهمن نیز اقدام به مونتاژ نسل اول این خودرو در سال‌های ۱۳۸۶–۱۳۸۹ (۲۰۰۷–۲۰۱۰) و نسل دوم این خودرو از ۱۳۸۹ (۲۰۱۰) تحت نام مزدا ۳ نیو در ایران نمود که به دلیل کمبود قطعات مورد نیاز، تولید این خودرو، به مرور کاهش یافت و در مرداد ۱۳۹۳، رسماً متوقف شد.
در مجموع در سال ۱۳۹۳ تنها تعداد ۱۱ دستگاه مزدا۳ از خط تولید این خودرو در خودروسازی گروه بهمن خارج شد. با تغییر شرایط تجاری و بین‌المللی در سال ۱۳۹۴، قطعات این خودرو محبوب که عنوان پرفروش‌ترین مدل تاریخ خودروسازی شرکت مزدا را کسب کرده، مجدداً به تهران ارسال شد و گروه خودروسازی بهمن، برنامه مونتاژ ۲۰۰۰ دستگاه از خودرو مزدا۳ را در دستور کار خود قرار داده و در حال حاضر آن را در رنج قیمتی یک الی سه میلیارد تومان در بازار ایران قیمت گذاری می‌شود. تولید مزدا ۳ جدید همچنان در گروه بهمن فقط تا اواخر سال ۱۳۹۸ ادامه داشت و به دلیل کمبود قطعات و تحریم اقتصادی ایران این خودروی محبوب از خط مونتاژ ایران خودرو خارج شد.
در سال ۱۹۹۸ مزدا خودرویی به نام مزدا ۳۲۳ یا فامیلا وارد بازار کرد و در سال ۲۰۰۳ تولید این خودرو به پایان رسید و ادامهٔ این خودرو با نام مزدا ۳ در سال ۲۰۰۳ تولید شد. اولین نسل مزدا۳ را به عنوان مدل ۲۰۰۴ روانه بازار خودروهای کوچک نمود و آن را جانشینی برای مزدا ۳۲۳ قرار داد. این خودرو در پلت فرم سی ۱ فورد قرار دارد که از دیگر خودروهای هم پلت فرم می‌توان به فورد فوکوس اشاره کرد. مزدا ۳ در ژاپن و چین با نام اکسلا عرضه می‌گردد.
در سال ۲۰۰۶ نسخه فیس لیفتی از نسل اول مزدا۳ در بازارهای جهانی عرضه شد که نسخه مونتاژی نسل اول این خودرو در ایران، از مدل فیس لیفت شده بودند که تنها در نسخه سدان و در ۳ تیپ تجهیزاتی عرضه شدند که بخش فنی هر ۳ تیپ از پیشرانه یکسان ۲٫۰ لیتری بنزینی به همراه گیربکس یکسان اتوماتیک ۴ دنده با قابلیت تعویض دنده به صورت دستی (توسط راننده) بهره‌مند بودند که این مدل در ایران با تیراژ ۳۲٬۰۰۰ دستگاه کار خودش را پایان داد.
با عرضه نسل دوم این خودرو در سال ۲۰۱۰ در بازار جهانی، جایگزینی نسل دوم هم در دستور کار گروه خودروسازی بهمن قرار گرفت و از بهار ۱۳۸۹ مزدا۳ نسل دوم در دو نسخه سدان و هاچبک عرضه شد که نسخه سدان دارای ۳ تیپ تجهیزاتی و نسخه هاچبک نیز دارای ۲ تیپ تجهیزاتی بودند که همگی دارای پیشرانه ۲٫۰ لیتری و گیربکس ۵ دنده اتوماتیک با قابلیت تعویض دنده به صورت دستی (توسط راننده) بهره‌مند بودند.
در سال ۲۰۱۲ نسخه فیس لیفت مزدا۳ نسل دوم در بازارهای جهانی عرضه شد که در ایران از پاییز ۱۳۹۱ نمونه فیس لیفت این خودرو در ایران عرضه شد.
در سال ۱۳۹۲ نیز مزدا ۳ با موتور ۱٫۶ لیتری به همراه گیربکس ۵ دنده دستی و تنها در نسخه سدان از طرف گروه خودروسازی بهمن با تیراژ محدودی عرضه شد.
تیراژ مونتاژ نسل دوم مزدا ۳ در ایران به بیش از ۳۴۰۰۰ دستگاه رسید.
گفتنی است که در آستانه عرضه سومین نسل این خودرو که مصادف بود با دهمین سال تولید این خودرو که از مدل ۲۰۰۴ تا مدل ۲۰۱۴ عرضه شده بود، تعداد تیراژ این خودرو از مرز ۴٬۰۰۰٬۰۰۰ دستگاه در سراسر دنیا عبور کرد.
در مقایسه برای انتخاب بین خرید خودرو مزدا ۳ و خودرو تیوولی از شرکت سانگ یانگ، خودرو مزدا چیزی از تیوولی عقب نماند و در حقیقت می‌توان پیشنهاد کرد به دلیل وجود لوازم یدکی بیشتر و مشخصا کیفیت ساخت بسیار بالا، در این مقایسه محصول مزدا را انتخاب کرد.

## مشخصات فنی
تمام مدل‌های این خودرو از موتورهای ۴ سیلندر (MZR MAZDA) با حجم ۱۴۰۰ تا ۲۵۰۰ سی‌سی استفاده می‌کنند. این خودرو در دو نوع ۶ دنده و ۵ دنده دستی و ۴ دنده و ۵ دنده اتوماتیک تولید می‌شود و بدنه آن در دو شکل چهار در سدان (صندوق‌دار) و پنج در هاچ‌بک است.
مشخصات مدل مونتاژ شده نسل اول مزدا ۳ در گروه خودروسازی بهمن ایران به شرح زیر است:
نوع موتور: ۲ لیتر ۴ سیلندر خطی
گیربکس: ۴ دنده اتوماتیک تیپ ترونیک
حداکثر قدرت: ۱۴۷ اسب بخار در ۶۵۰۰ دور در دقیقه
حداکثر گشتاور: ۱۸۷ نیوتن متر در ۴۰۰۰ دور در دقیقه
نوع انتقال قدرت: دیفرانسیل جلو
تعداد ایربگ:۶ کیسه هوا در ۸ نقطه
رقیب در ایران: سراتو مونتاژ

### نسل چهارم
مزدا ۳ نسل چهارم از یک پیشرانه ۲ لیتری ۴ سیلندر خطی با فناوری SkyActiv بهره می‌برد. این موتور که از فناوری تنفس طبیعی استفاده می‌کند، قادر است ۱۵۹ اسب بخار قدرت و ۲۰۲ نیوتن متر گشتاور تولید کند. این قدرت از طریق یک جعبه دنده ۶ سرعته اتوماتیک به چرخ‌های جلو منتقل می‌شود.

## عرضه در ایران
مزدا ۳ تا به امروز با دو نسل در ایران تولید و مونتاژ شده است. مزدا ۳ نسل دوم که تا سال ۱۳۹۸ در خط تولید بهمن موتور مونتاژ می‌شد، در نسخه‌های ۱٫۶ لیتری دنده ای، اتوماتیک معمولی، اتوماتیک فول آپشن، هاچبک استیشن و اتوماتیک فیس لیفت به بازار عرضه شده است. اما محبوبترین نسخه این خودرو مدل دو لیتری اتوماتیک تیپ ۳ یا FL فول آپشن است که صفر کیلومتر موجود در بازار داشته که دیگر مدل صفر آن وجود ندارد اما در عوض مدل فیس لیفت یعنی تیپ چهار با تغیر رنگ نورپردازی داخلی و سردنده و اضافه شدن مانیتور به صورت کارخانه ای و رینگ جدید و تغیر سپر جلو و عقب و همین‌طور مه‌شکنها همین‌طور ارتفاع بیشتر تعلیق را می‌توان صفر یا کم کارش را پیدا کرد که امکانات بیشتری هم دارد. برخی کارشناسان خودرو معتقد هستند که نسخه‌های قبل از فیس لیفت مزدا ۳، از نظر پیشرانه می‌توانند حدود ۴ اسب بخار قوی تر ظاهر شوند. پیشرانه دو لیتری مزدا ۳ در نسل دوم با توجه به نوع فناوری، سفارش و تطبیق انجام شده در بازارهای ژاپن، آمریکا، اروپا، آسیا و چین می‌تواند ۱۴۱ تا ۱۵۳ اسب بخار را تولید کند و به گشتاور ۱۸۱ تا ۲۰۱ نیوتون متر برسد اما این راهم در نظر بگیرید که در مدل فیس لیفت سیستم تعلیق برای ایران مناسب می‌باشد در بررسی‌های مختلف و طبق کاتالوگ‌های رسمی مزدا ۳ در نقاط مختلف جهان، این خودرو می‌تواند با متورچالاک خود می‌تواند شتاب صفر تا ۱۰۰ کیلومتر بر ساعت را در محدوده ۱۰ ثانیه ثبت نماید.

## مزایا و معایب
یکی از مشکلات مزدا که البته جز مزیت این دستگاه حساب می‌شود ارتفاع کم خودرو هست که این موضوع باعث هندلینگ خوب این ماشین نسبت به رقبا می‌شود هرچند که در داخل شهر وجود دست انداز باعث ضربه به کف خودرو و کابین می‌شود.
قطعات یدکی اصلی این دستگاه در ایران به وفور پیدا می‌شود اما قیمت بسیار بالایی نسبت به رقبای خود دارد.

## نگارخانه

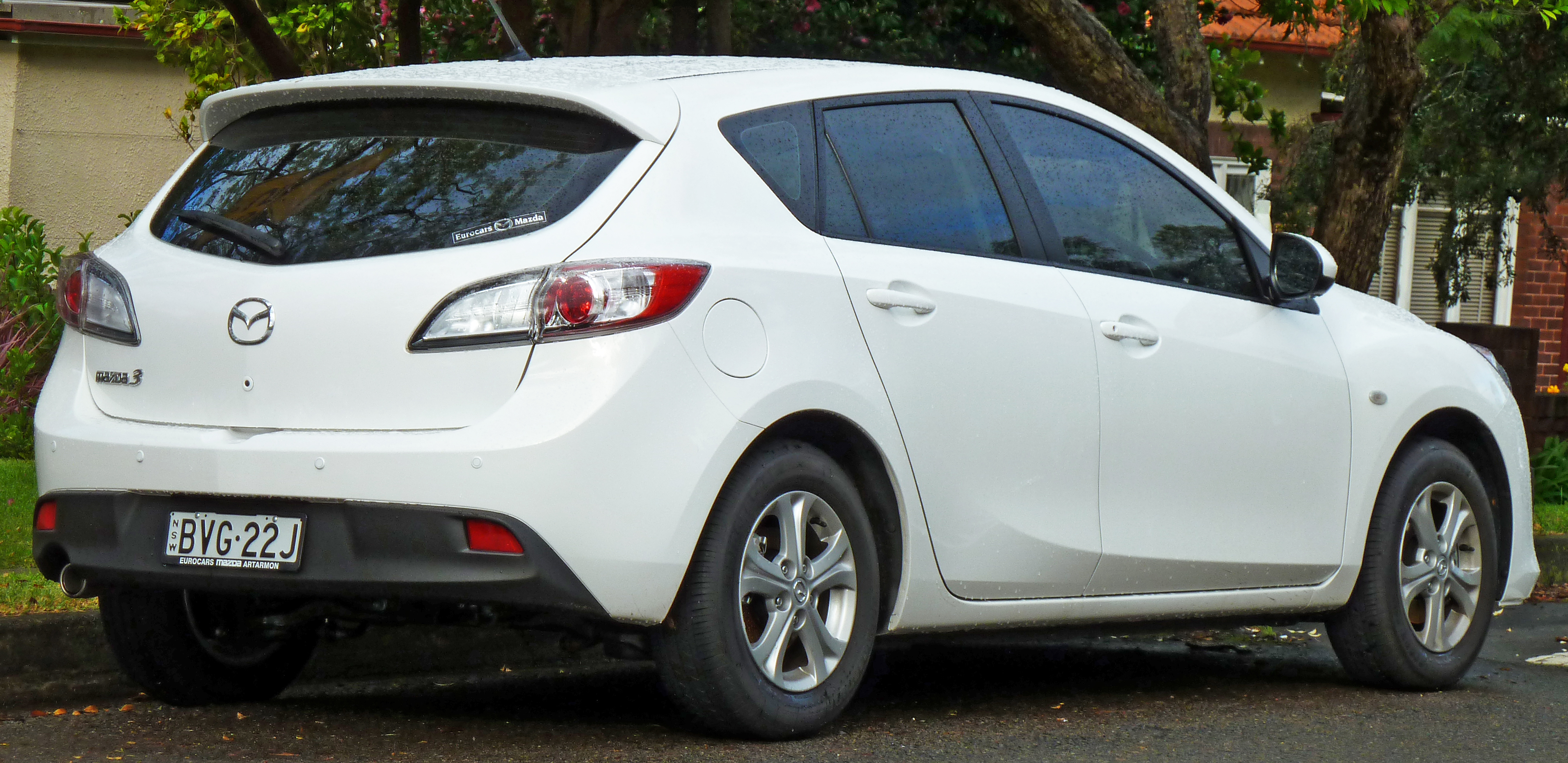
مزدا۳ نسل دوم در استرالیا از نمای پشت
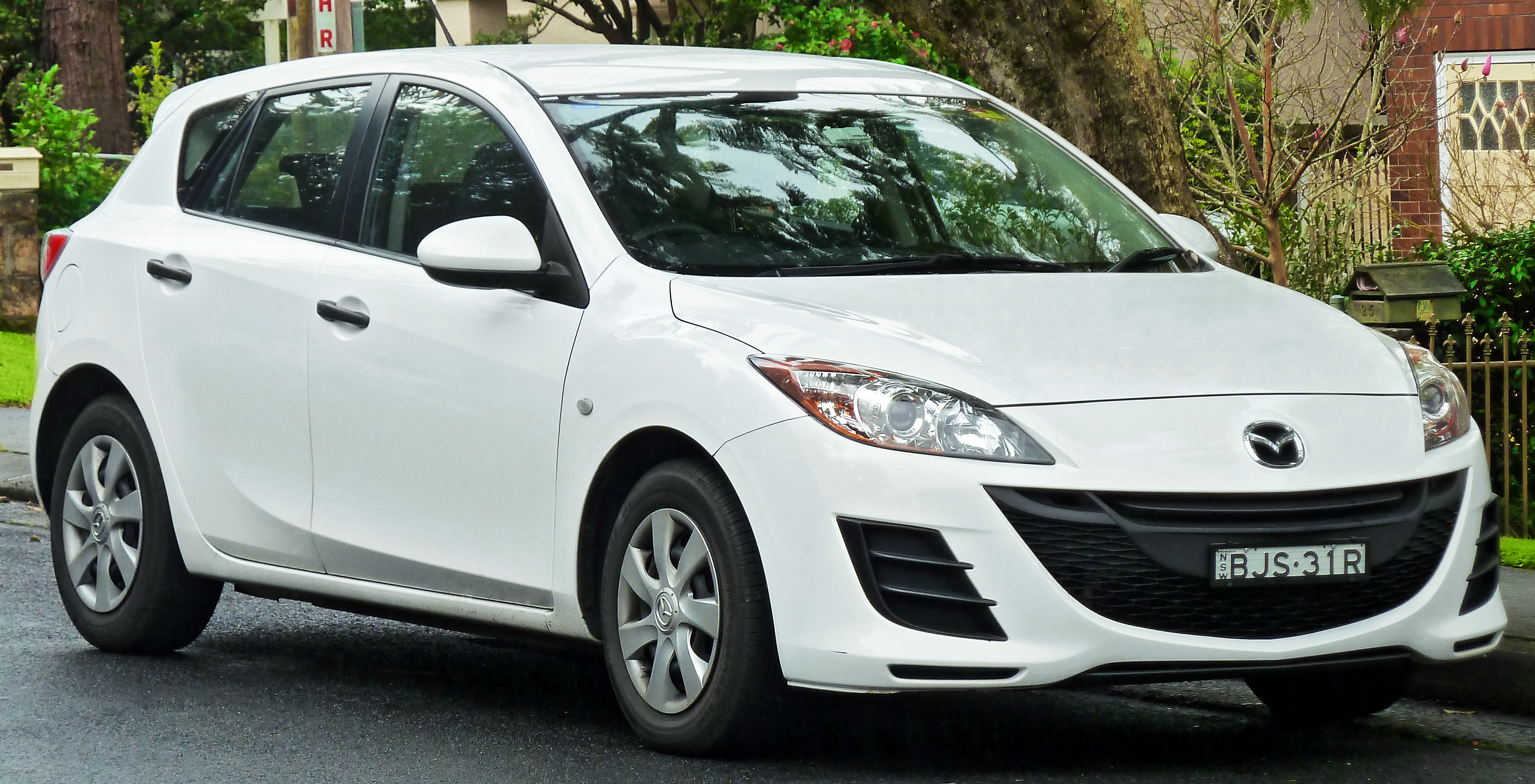
مزدا۳ نسل دوم در استرالیا از نمای جلو
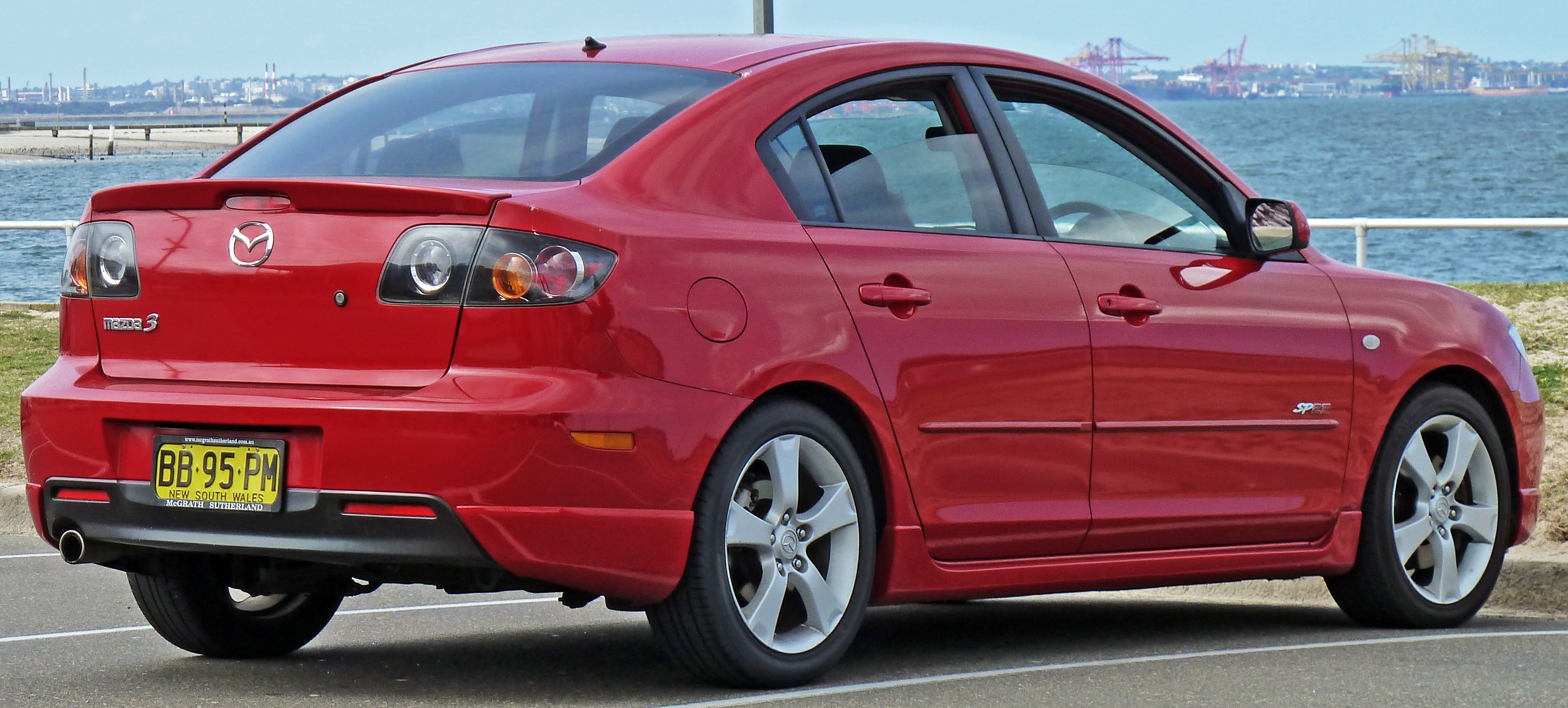
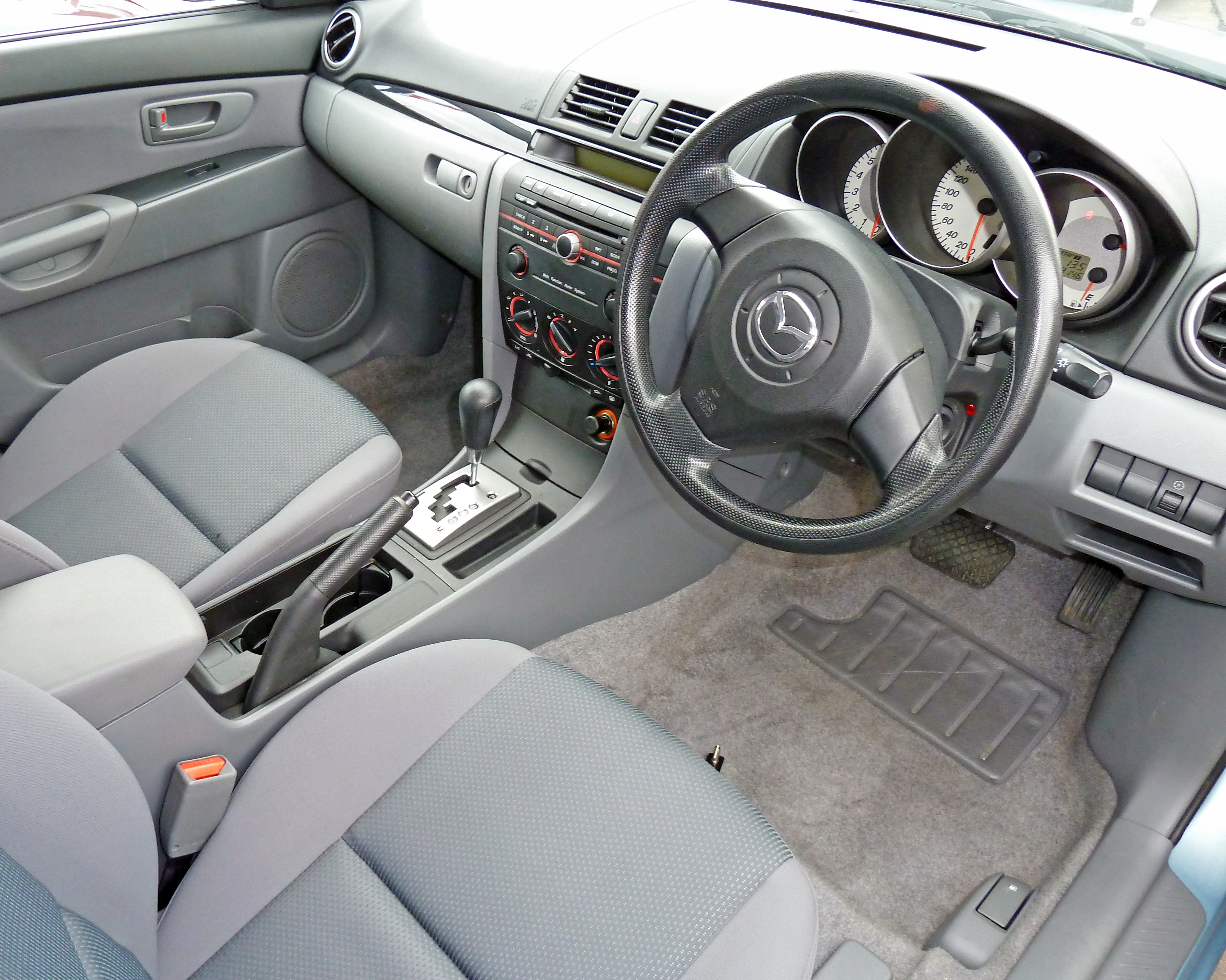
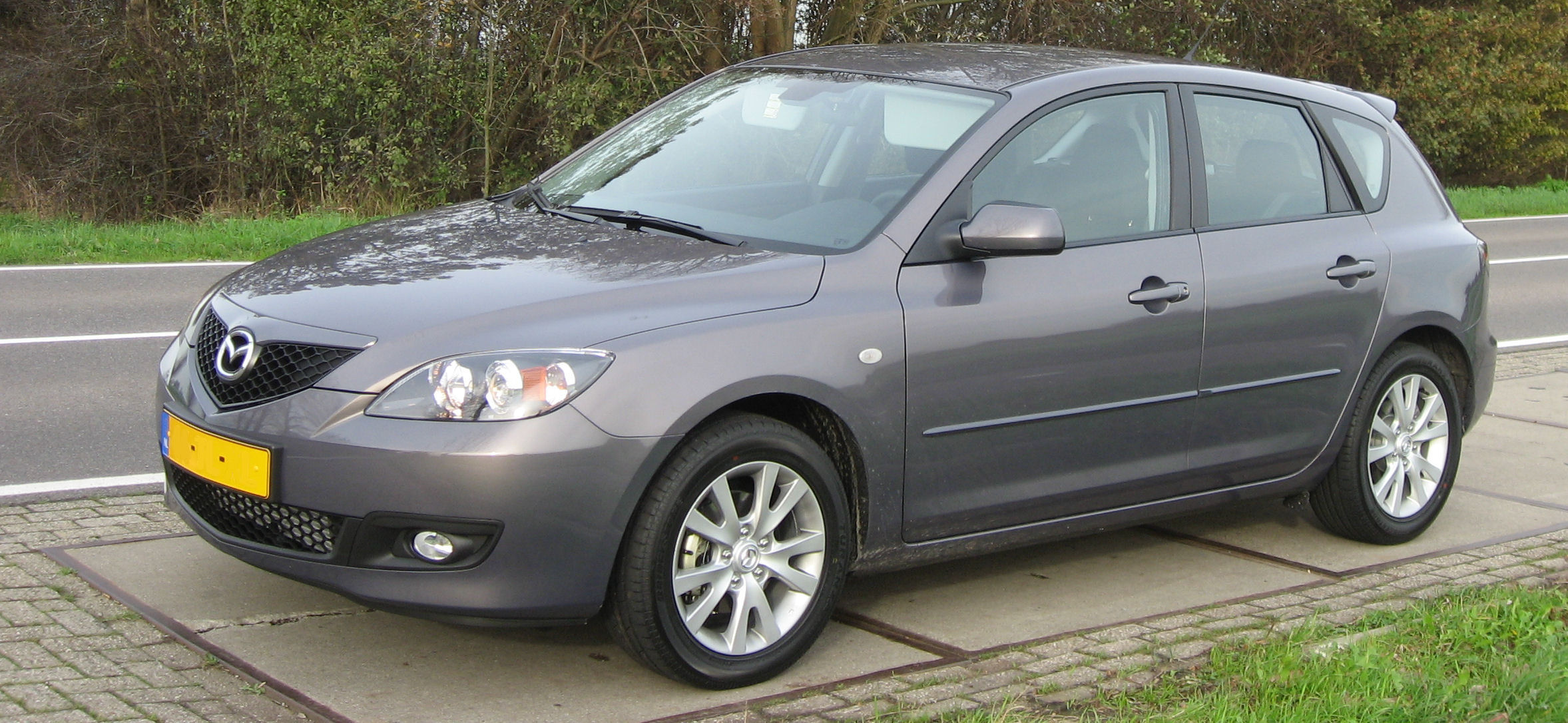
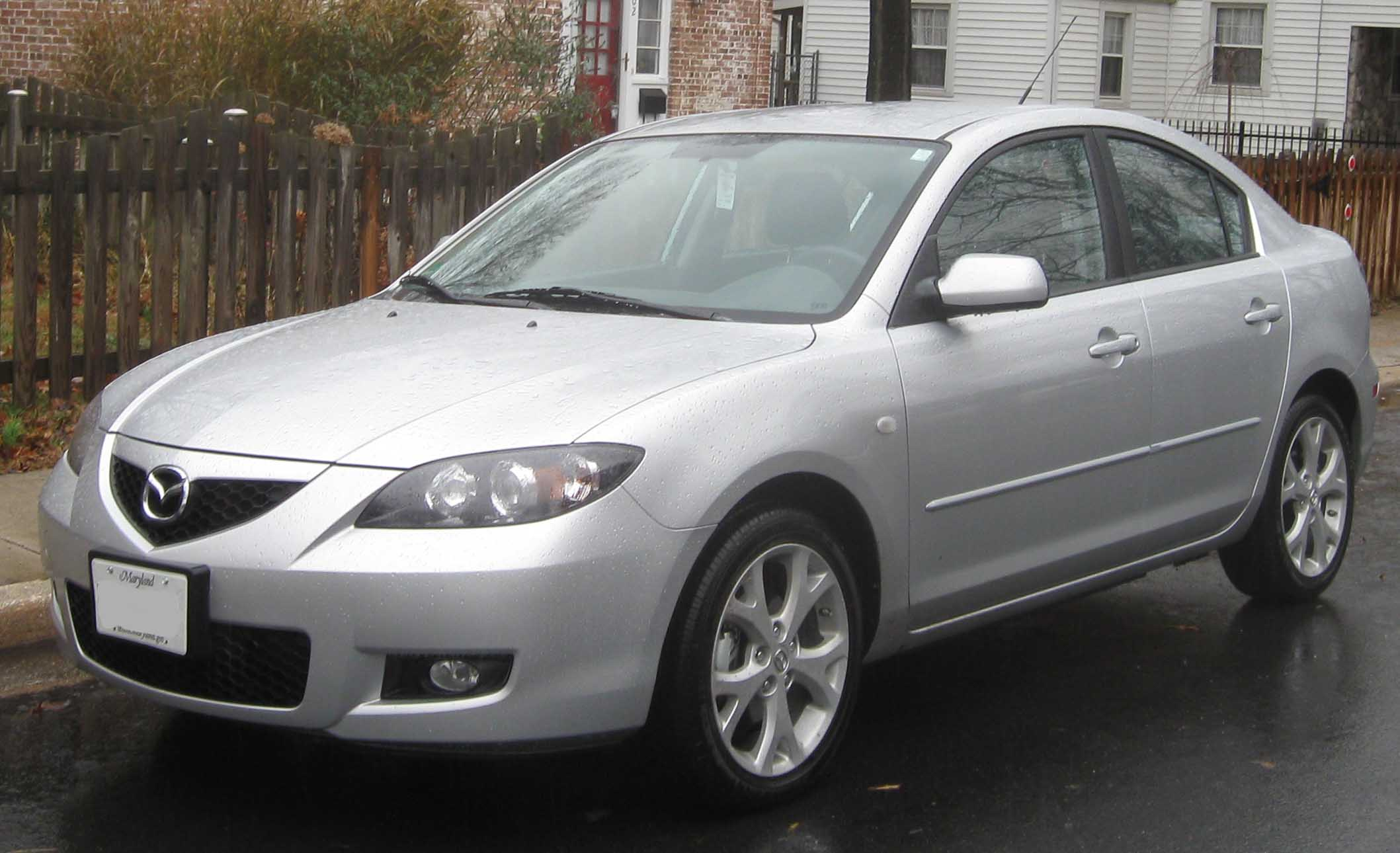
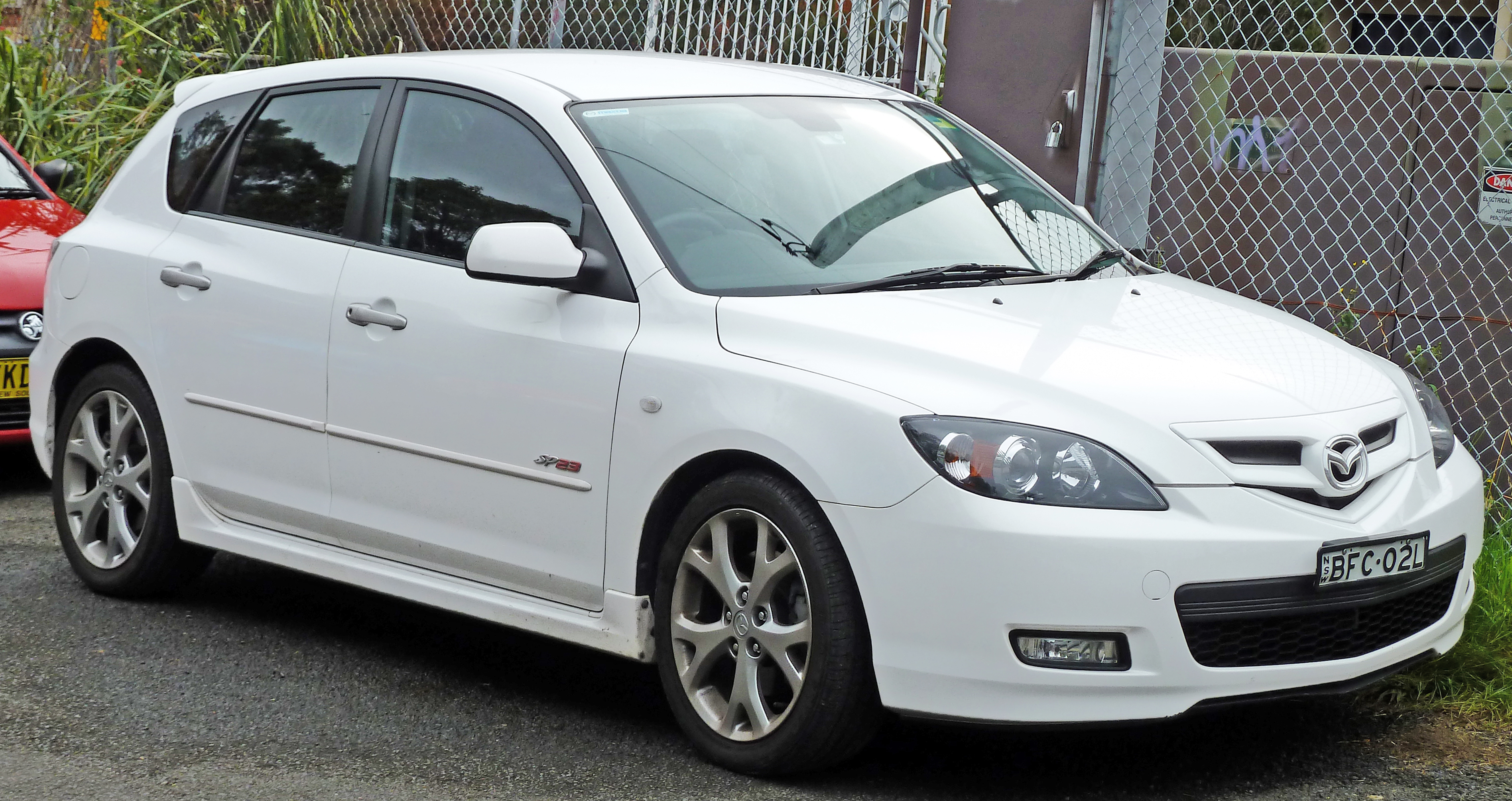
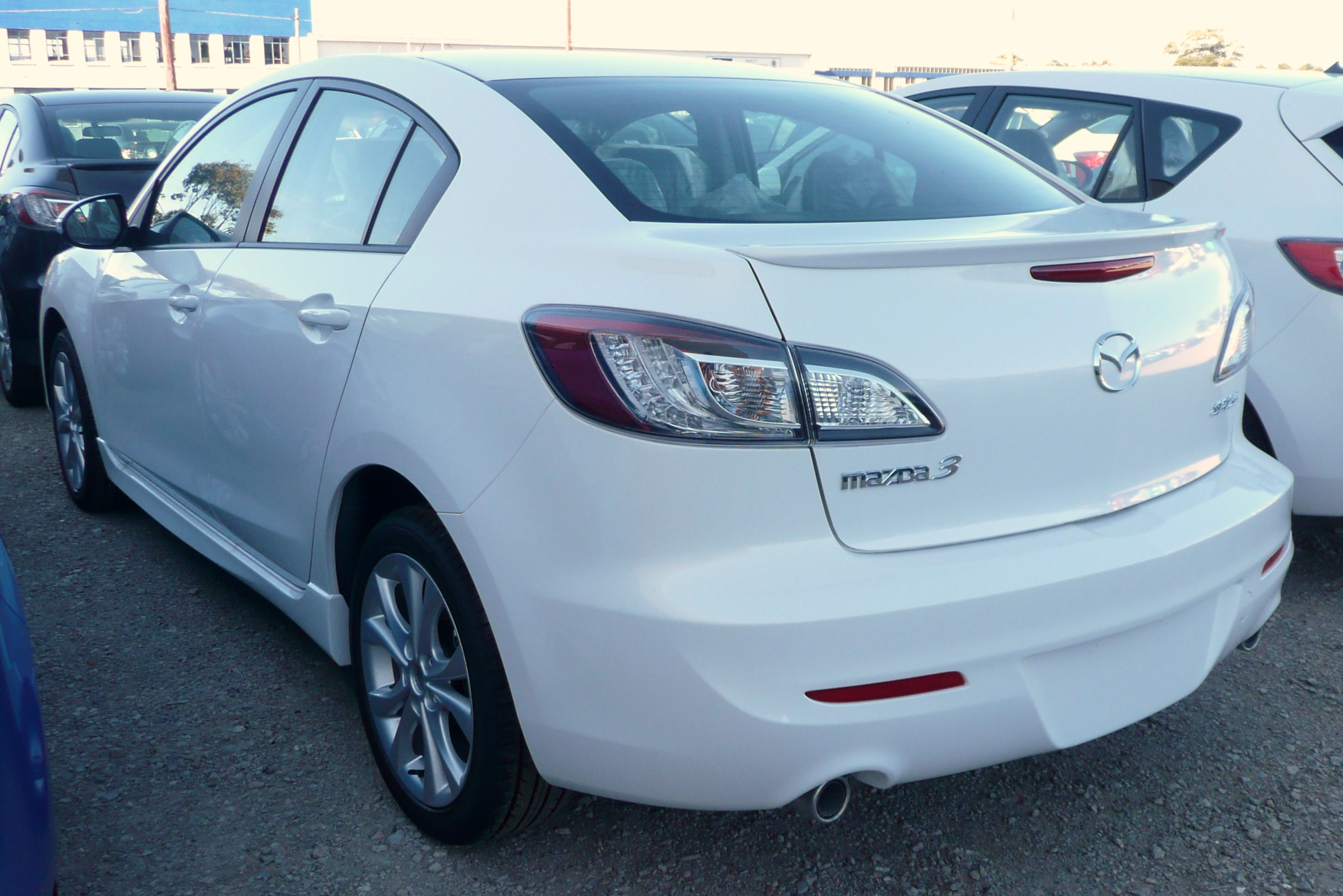
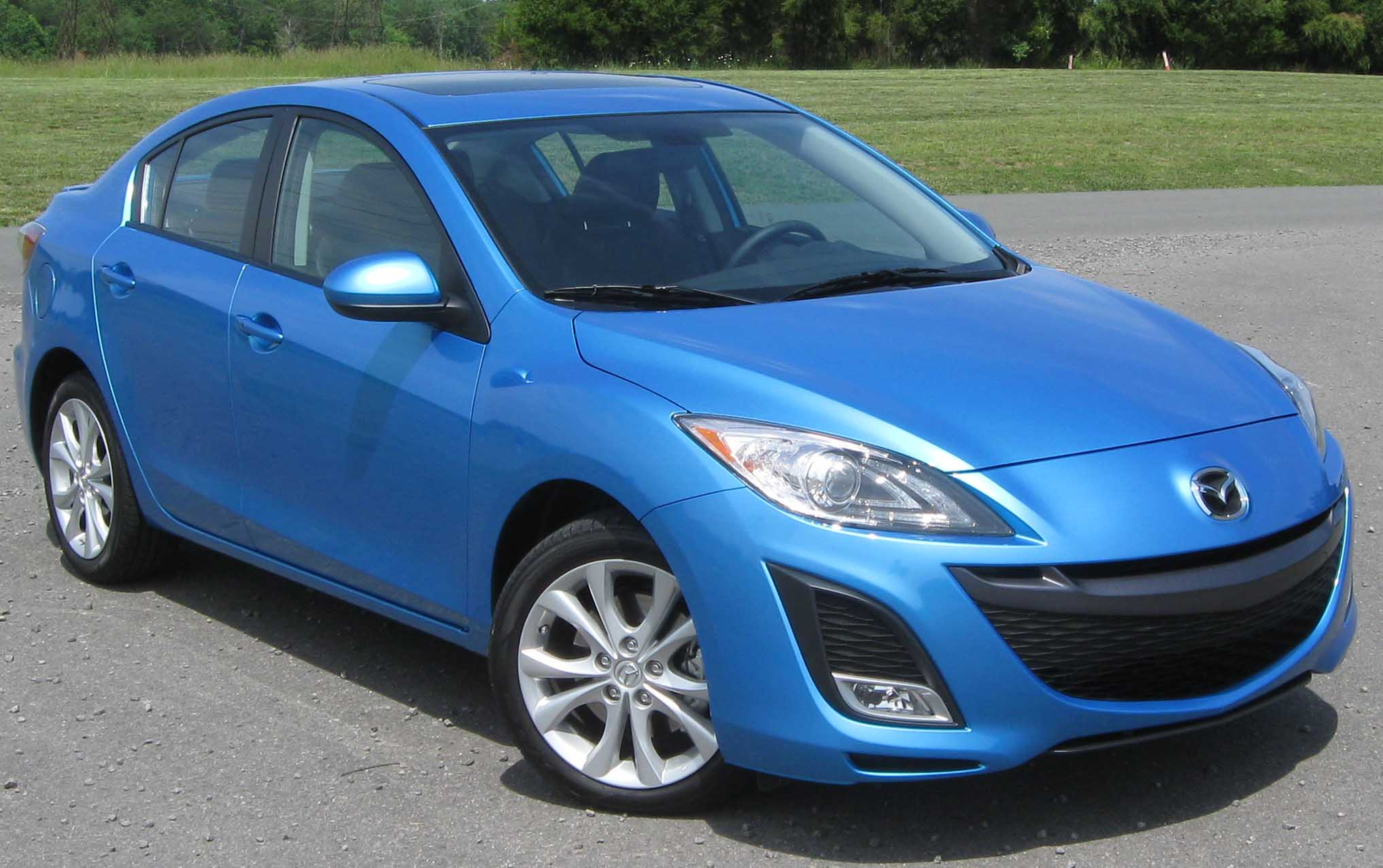
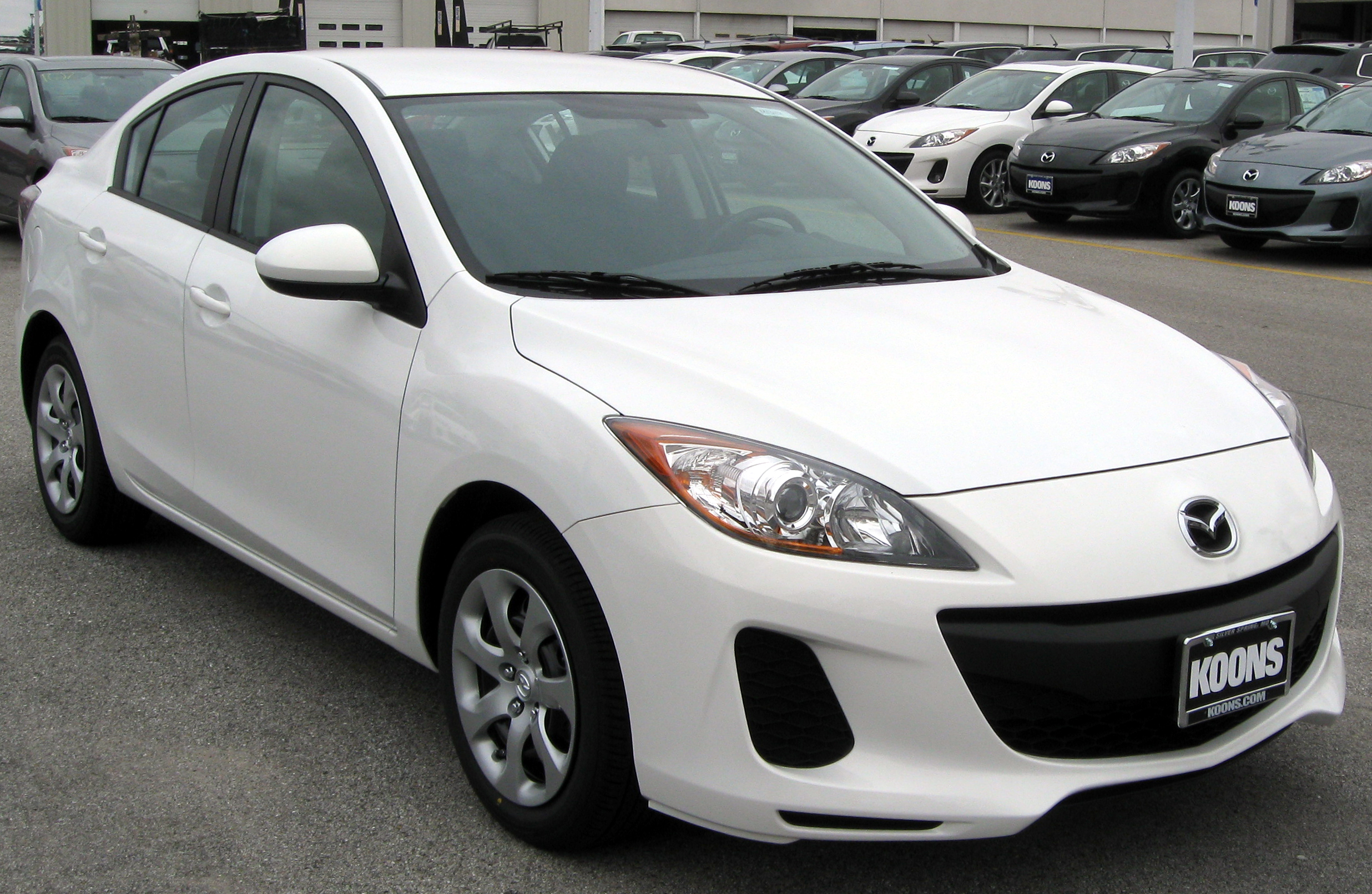
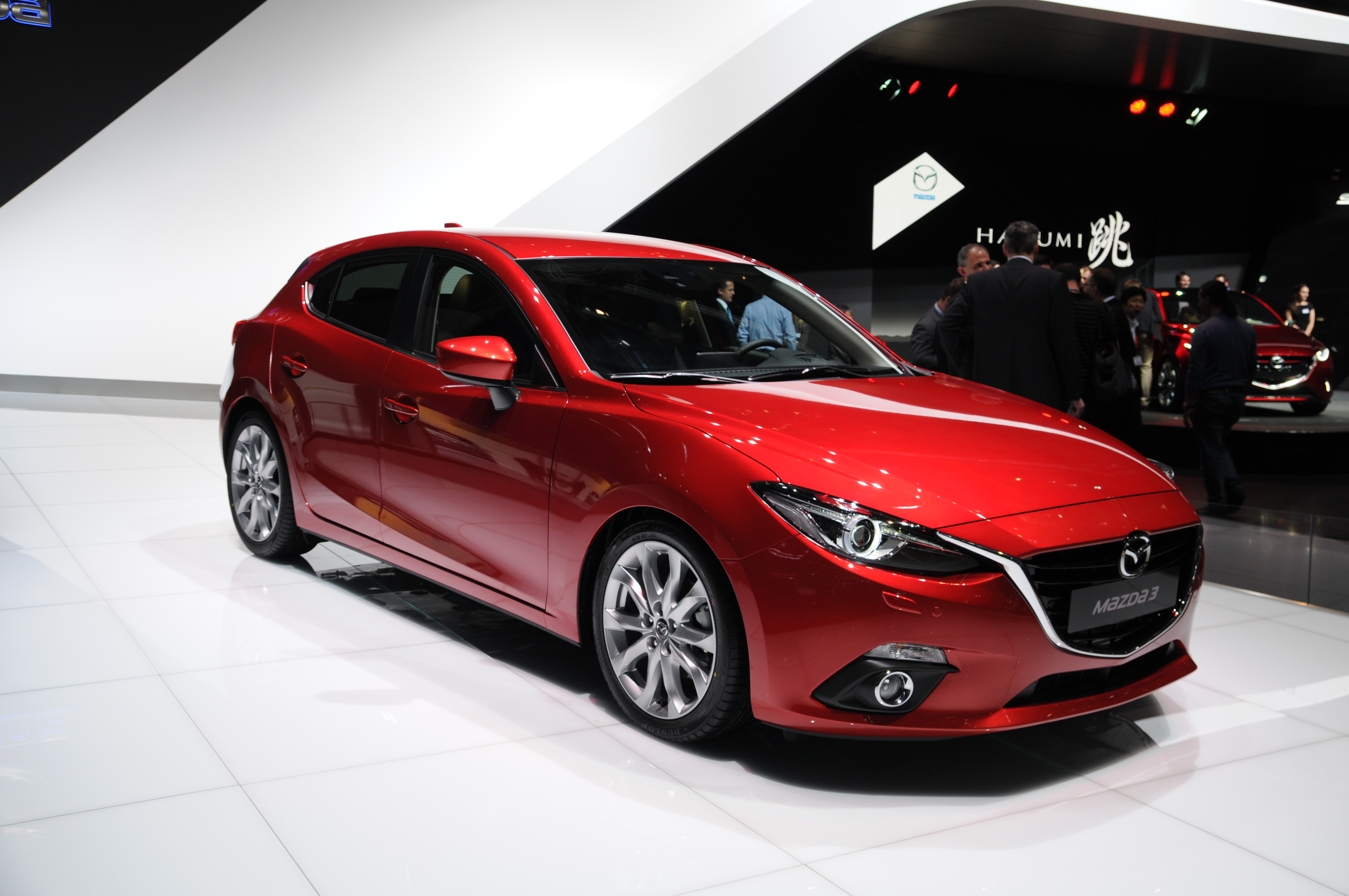
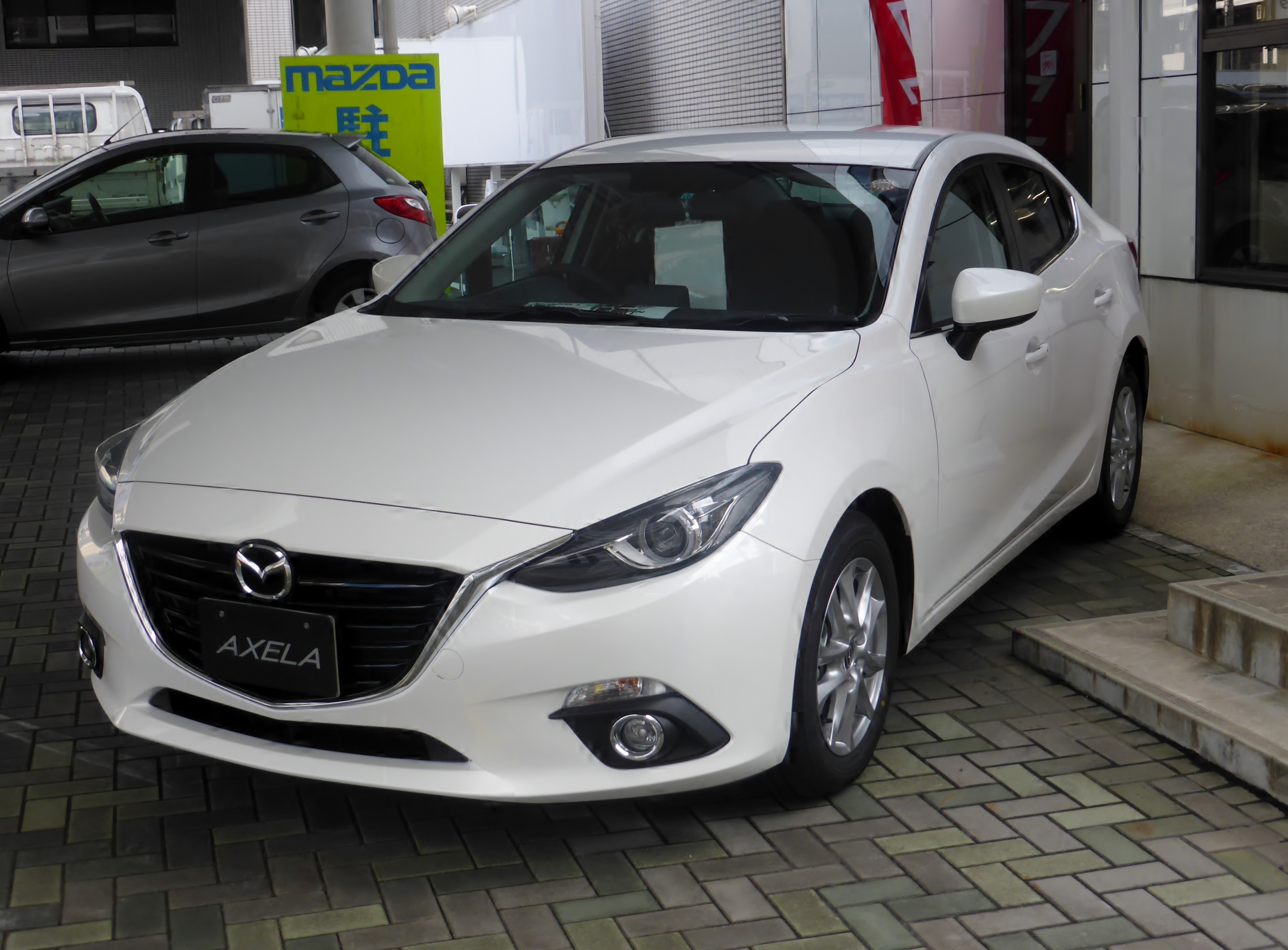
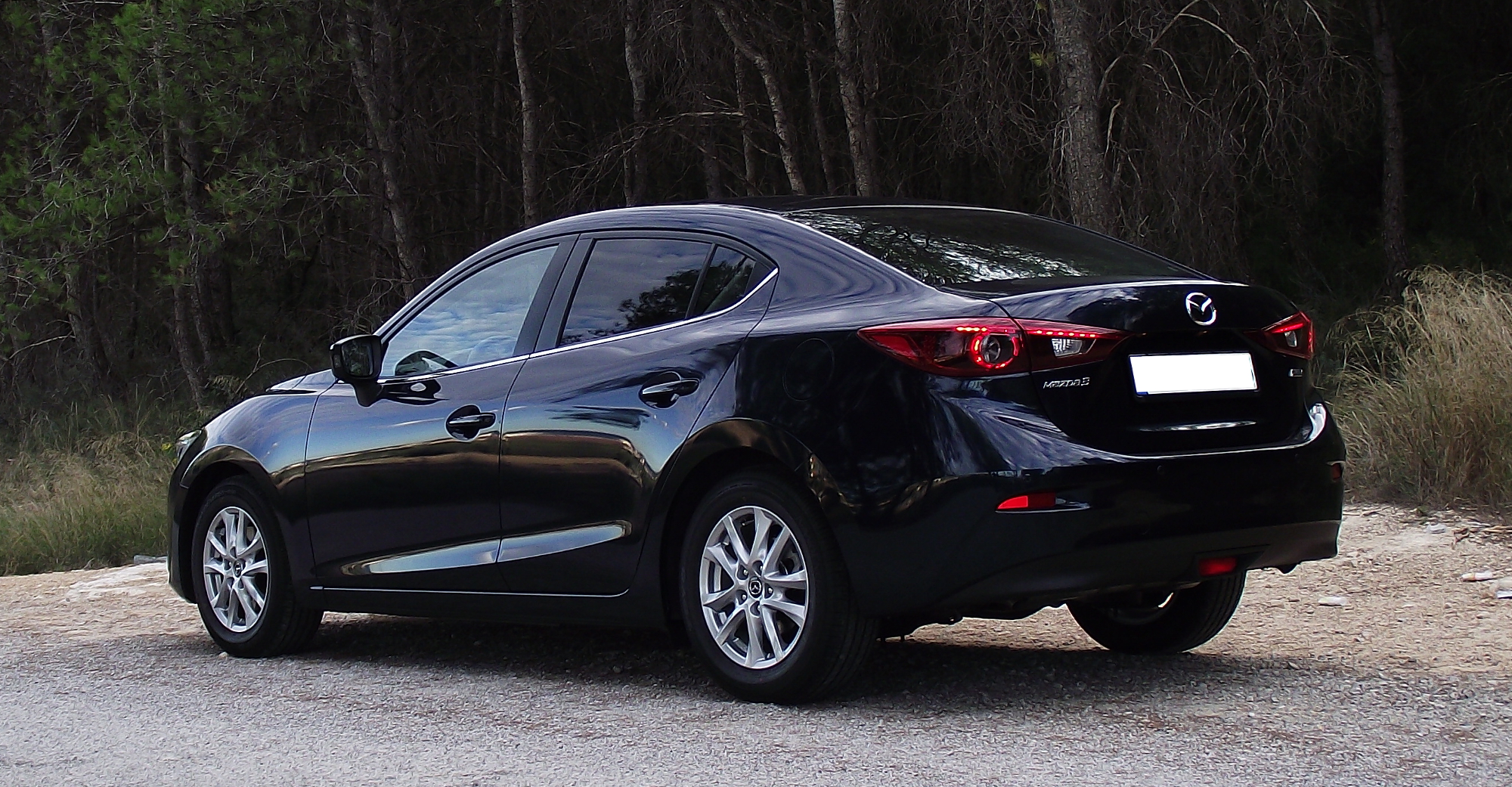
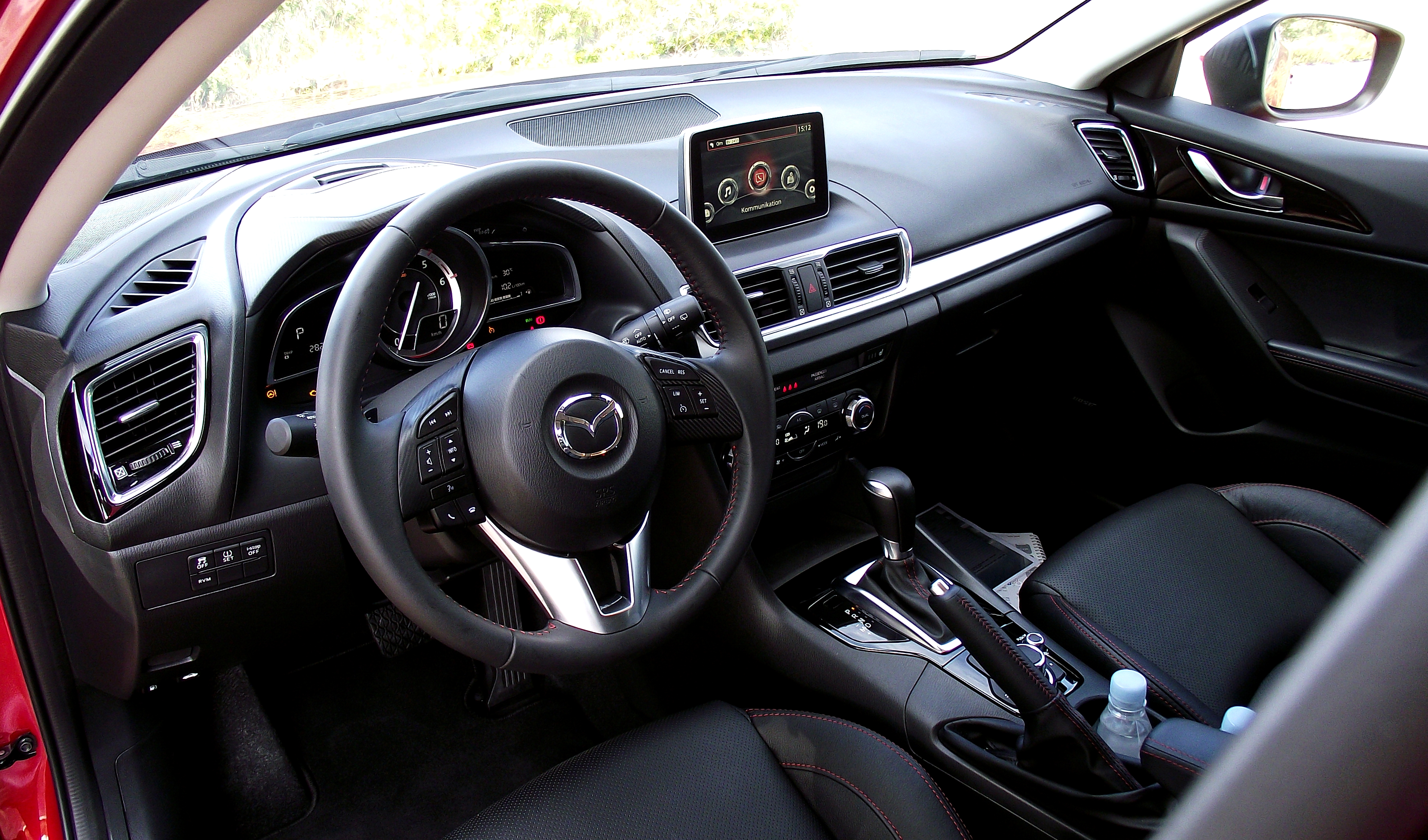
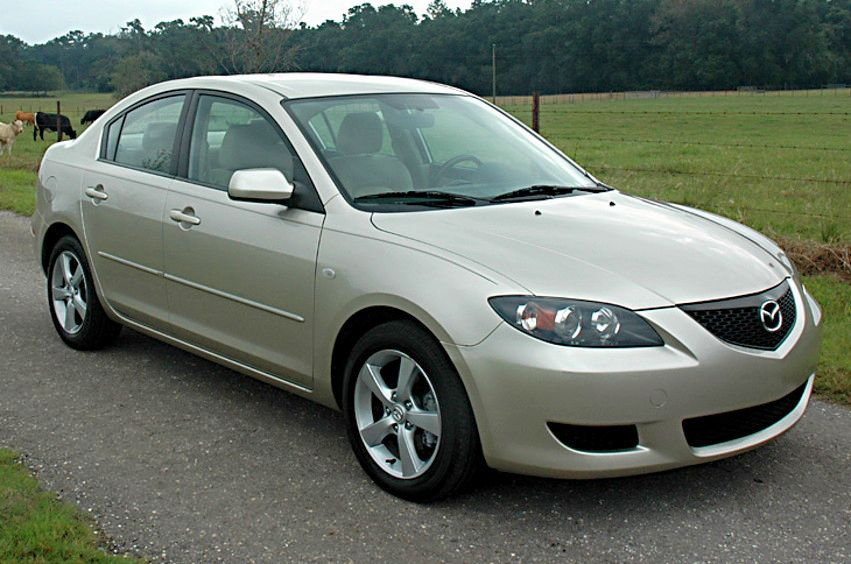
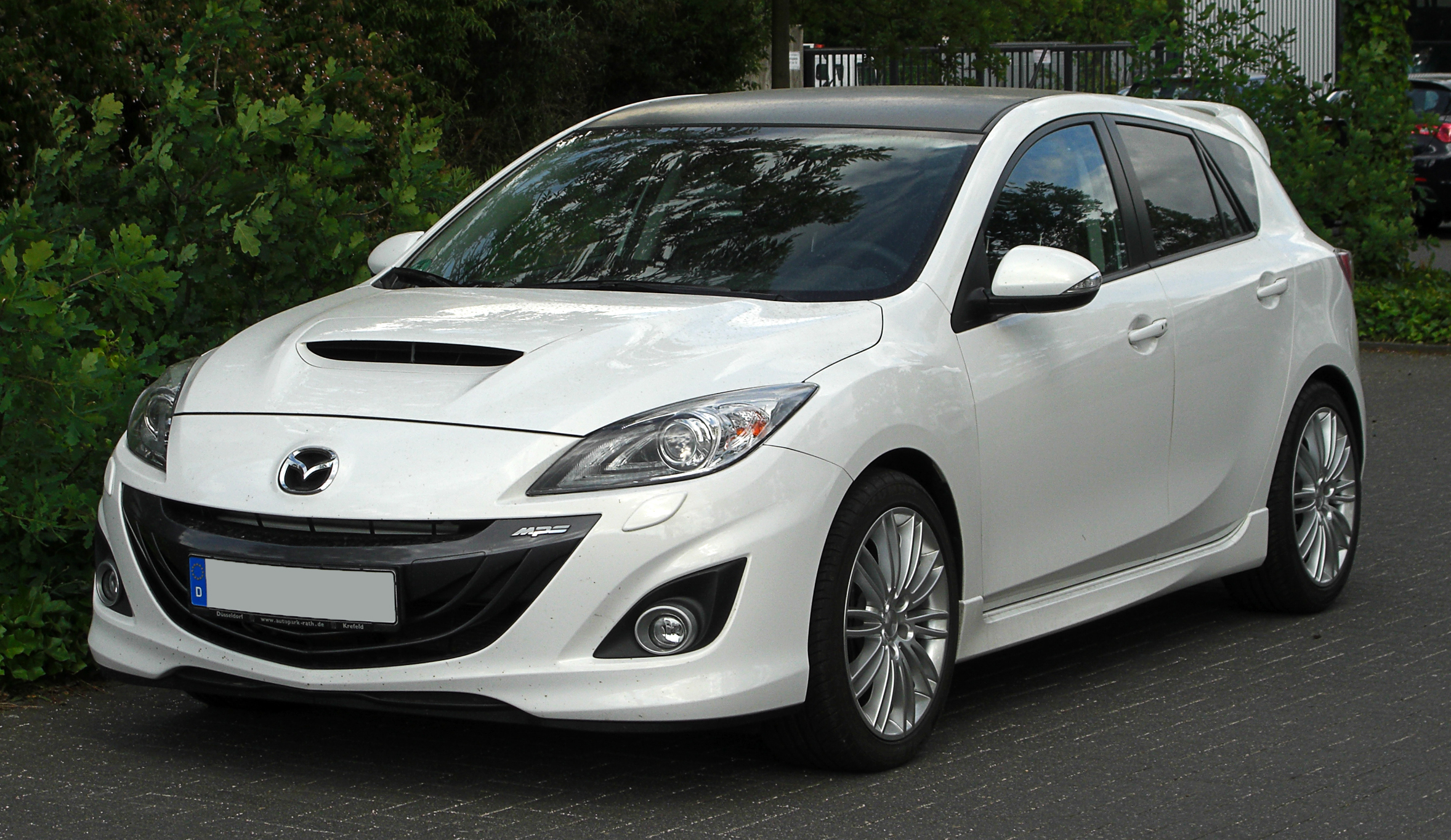
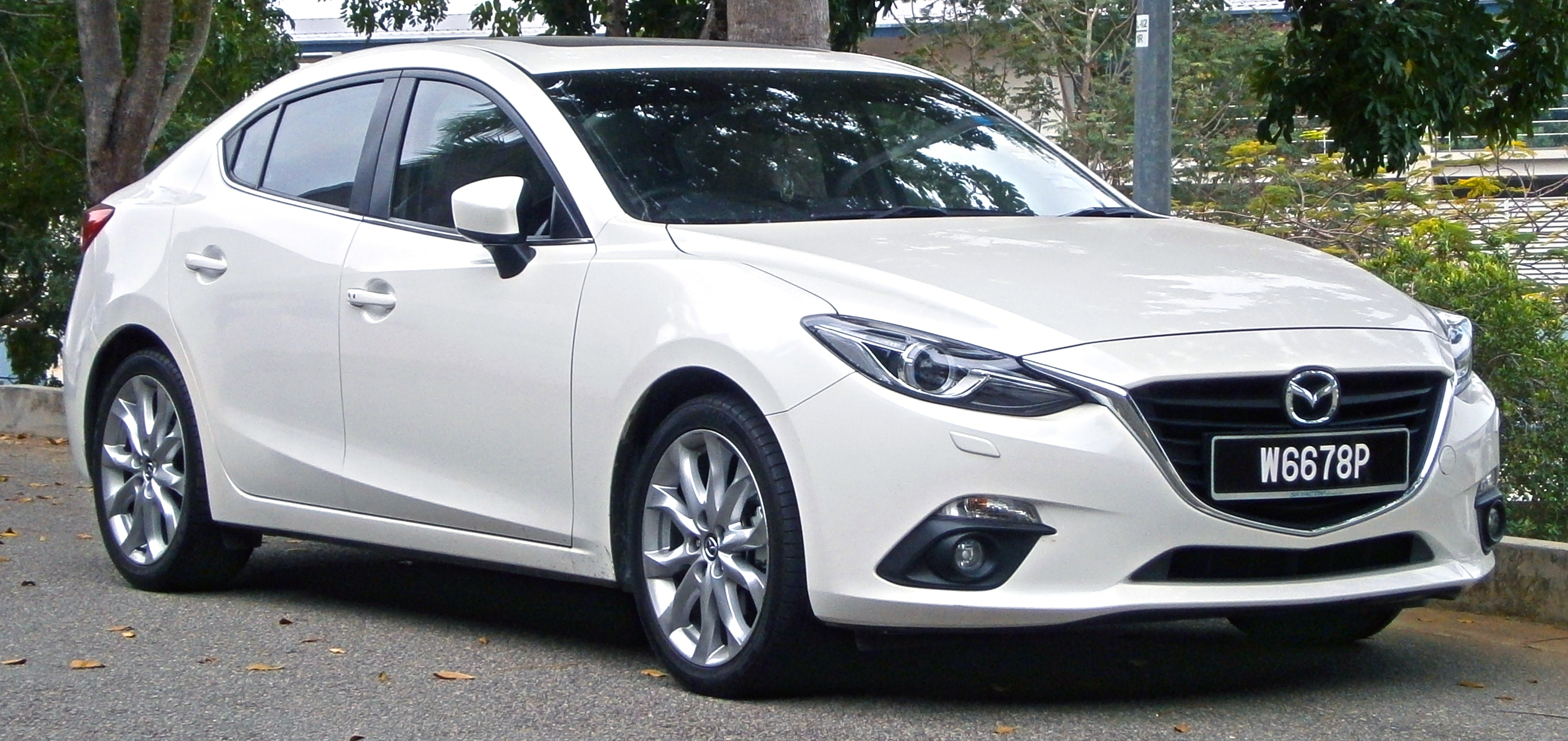